# قازان بيك (زنغلانلو)
قازان بيك (بالفارسية: قازان بیک) هي قرية تقع في إيران في خراسان رضوي. يقدر عدد سكانها بـ 401 نسمة بحسب إحصاء 2016.